# Жевињеј ет Мерсе
Жевињеј ет Мерсе (фр. Gevigney-et-Mercey) насеље је и општина у источној Француској у региону Франш-Конте, у департману Горња Саона која припада префектури Везул.
По подацима из 2011. године у општини је живело 463 становника, а густина насељености је износила 23,8 становника/km². Општина се простире на површини од 19,45 km². Налази се на средњој надморској висини од 220 метара (максималној 283 m, а минималној 212 m).

## Демографија
| 1962. | 1968. | 1975. | 1982. | 1990. | 1999. | 2011. |
| ----- | ----- | ----- | ----- | ----- | ----- | ----- |
| 388   | 433   | 431   | 458   | 463   | 457   | 463   |

График промене броја становника у току последњих година